# Koji Miyata
Koji Miyata (født 15. januar 1923) er en japansk fodboldspiller.

## Japans fodboldlandshold
| Japans landshold | Japans landshold | Japans landshold |
| År               | Kmp              | Mål              |
| ---------------- | ---------------- | ---------------- |
| 1951             | 3                | 0                |
| 1952             | 0                | 0                |
| 1953             | 0                | 0                |
| 1954             | 3                | 0                |
| Total            | 6                | 0                |